# Challenge League 2019-2020
La Challenge League 2019-2020, nota come Brack.ch Challenge League 2019-2020 per motivi di sponsorizzazione, è la 122ª edizione della seconda divisione del campionato svizzero di calcio, la 17ª sotto l'attuale denominazione. Il campionato è iniziato il 20 luglio 2019 ed è terminato il 2 agosto 2020. Il Losanna ha vinto il torneo venendo promossa in Super League 2020-2021, assieme al Vaduz, vincitore dello spareggio salvezza-promozione. il FC Chiasso rimane in Challenge League a seguito dell’annullamento dei campionati inferiori alla competizione per via dell’emergenza Covid-19.

## Stagione

### Novità
Dalla Challenge League 2018-2019 è stato promosso in Super League il Servette, classificatosi al primo posto, mentre il Rapperswil-Jona è stato retrocesso in Promotion League.
Dalla Super League 2018-2019 è stato retrocesso il Grasshoppers, classificatosi all'ultimo posto, mentre dalla Promotion League 2018-2019 è stato promosso il Stade Lausanne-Ouchy.

### Formula
Le 10 squadre partecipanti si affrontano in un doppio girone all'italiana con partite di andata e ritorno per un totale di 36 giornate.
La squadra classificatasi al 1º posto viene promossa in Super League, la seconda invece si gioca la promozione in un doppio spareggio (andata e ritorno) con la penultima classificata della Super League 2019-2020; per questa stagione, non sono previste retrocessioni in Promotion League.

## Squadre partecipanti
| Club                 | Stagione | Città      | Stadio                         | Stagione precedente          |
| -------------------- | -------- | ---------- | ------------------------------ | ---------------------------- |
| Aarau                | dettagli | Aarau      | Stadion Brügglifeld            | 2º posto in Challenge League |
| Chiasso              | dettagli | Chiasso    | Stadio Riva IV                 | 9º posto in Challenge League |
| Grasshoppers         | dettagli | Zurigo     | Stadio Letzigrund              | 10º posto in Super League    |
| Kriens               | dettagli | Kriens     | Stadion Kleinfeld              | 8º posto in Challenge League |
| Losanna              | dettagli | Losanna    | Stade Olympique de la Pontaise | 3º posto in Challenge League |
| Sciaffusa            | dettagli | Sciaffusa  | LIPO Park                      | 7º posto in Challenge League |
| Stade Lausanne-Ouchy | dettagli | Losanna    | Stade Juan-Antonio Samaranch   | 1º posto in Promotion League |
| Vaduz                | dettagli | Vaduz      | Rheinpark Stadion              | 6º posto in Challenge League |
| Wil                  | dettagli | Wil        | IGP Arena                      | 5º posto in Challenge League |
| Winterthur           | dettagli | Winterthur | Stadion Schützenwiese          | 4º posto in Challenge League |

## Allenatori e primatisti
| Squadra              | Allenatore                                                            | Giocatore più presente (tra parentesi il numero delle presenze) | Capocannoniere (tra parentesi il numero dei gol segnati) |
| -------------------- | --------------------------------------------------------------------- | --------------------------------------------------------------- | -------------------------------------------------------- |
| Aarau                | Patrick Rahmen (1ª-29ª) Stephan Keller (30ª-36ª)                      | Nicholas Ammeter (36)                                           | Liridon Balaj (8) Marco Schneuwly (8)                    |
| Chiasso              | Stefano Maccoppi (1ª-6ª) Alessandro Lupi (7ª-36ª)                     | Sofian Bahloul (32) Gonzalo Gamarra (32)                        | Sofian Bahloul (10)                                      |
| Grasshoppers         | Ulrich Forte (1ª-21ª) Goran Djuričin (22ª-23ª) Zoltan Kadar (24ª-36ª) | Mirko Salvi (36)                                                | Nassim Ben Khalifa (14)                                  |
| Kriens               | Bruno Berner                                                          | Asumah Abubakar (36)                                            | Asumah Abubakar (15)                                     |
| Losanna              | Giorgio Contini                                                       | Stjepan Kukuruzović (35) Nikola Boranijašević (35)              | Aldin Turkeš (22)                                        |
| Sciaffusa            | Murat Yakın                                                           | Arijan Qollaku (34) Danilo Del Toro (34)                        | Hélios Sessolo (8)                                       |
| Stade Lausanne-Ouchy | Andrea Binotto (1ª-23ª) Stefano Maccoppi (24ª-36ª)                    | Quentin Gaillard (35)                                           | Yanis Lahiouel (7)                                       |
| Vaduz                | Mario Frick                                                           | Yannick Schmid (36)                                             | Tunahan Çiçek (12)                                       |
| Wil                  | Ciriaco Sforza                                                        | Joël Schmied (36)                                               | Kwadwo Duah (12) Valon Fazliu (12)                       |
| Winterthur           | Ralf Loose                                                            | Nuno Da Silva (36) Raphael Spiegel (36)                         | Luka Sliskovic (14)                                      |

## Classifica
|  | Pos. | Squadra              | Pt | G  | V  | N  | P  | GF | GS | DR  |
|  | ---- | -------------------- | -- | -- | -- | -- | -- | -- | -- | --- |
|  | 1.   | Losanna              | 73 | 36 | 22 | 7  | 7  | 84 | 36 | +48 |
|  | 2.   | Vaduz                | 64 | 36 | 18 | 10 | 8  | 78 | 53 | +25 |
|  | 3.   | Grasshoppers         | 61 | 36 | 17 | 10 | 9  | 69 | 52 | +17 |
|  | 4.   | Winterthur           | 55 | 36 | 15 | 10 | 11 | 56 | 58 | -2  |
|  | 5.   | Kriens               | 54 | 36 | 16 | 6  | 14 | 58 | 59 | -1  |
|  | 6.   | Wil                  | 49 | 36 | 14 | 7  | 15 | 60 | 61 | -1  |
|  | 7.   | Stade Lausanne-Ouchy | 42 | 36 | 11 | 9  | 16 | 47 | 64 | -17 |
|  | 8.   | Aarau                | 41 | 36 | 10 | 11 | 15 | 65 | 80 | -15 |
|  | 9.   | Sciaffusa            | 32 | 36 | 6  | 14 | 16 | 34 | 62 | -28 |
|  | 10.  | Chiasso              | 23 | 36 | 5  | 8  | 23 | 44 | 70 | -26 |

Legenda:
      Promossi in Super League 2020-2021.
  Ammesso allo spareggio promozione-retrocessione.
      Ammessa al primo turno di qualificazione della UEFA Europa League 2020-2021.
Regolamento:
Tre punti a vittoria, uno a pareggio, zero a sconfitta.
In caso di arrivo di due o più squadre a pari punti, la graduatoria finale verrà stilata secondo la classifica avulsa tra le squadre interessate che prevede, in ordine, i seguenti criteri:
- Punti negli scontri diretti
- Differenza reti negli scontri diretti
- Differenza reti generale
- Reti realizzate in generale
- Sorteggio

## Risultati

### Prima fase
|                      | AAR  | CHI  | GRA  | KRI  | LOS  | SCI  | STA  | VAD  | WIL  | WIN  |
| -------------------- | ---- | ---- | ---- | ---- | ---- | ---- | ---- | ---- | ---- | ---- |
| Aarau                | –––– | 3-3  | 1-2  | 4-1  | 1-3  | 3-1  | 1-1  | 2-2  | 1-0  | 2-2  |
| Chiasso              | 4-2  | –––– | 0-1  | 0-1  | 3-2  | 0-1  | 2-2  | 2-2  | 0-1  | 0-2  |
| Grasshoppers         | 0-0  | 3-2  | –––– | 2-0  | 1-2  | 0-1  | 2-1  | 3-3  | 3-0  | 2-2  |
| Kriens               | 2-3  | 2-0  | 1-2  | –––– | 1-2  | 2-2  | 3-0  | 1-0  | 2-1  | 3-2  |
| Losanna              | 5-1  | 3-0  | 2-1  | 4-0  | –––– | 5-0  | 5-0  | 0-2  | 5-0  | 0-0  |
| Sciaffusa            | 0-0  | 1-0  | 1-1  | 0-2  | 2-2  | –––– | 0-1  | 0-3  | 3-3  | 1-1  |
| Stade Lausanne-Ouchy | 0-2  | 3-0  | 0-1  | 2-1  | 3-0  | 2-0  | –––– | 3-3  | 0-3  | 1-2  |
| Vaduz                | 5-2  | 4-2  | 2-2  | 1-2  | 1-2  | 2-0  | 3-2  | –––– | 4-2  | 0-1  |
| Wil                  | 3-0  | 1-4  | 0-1  | 2-0  | 2-2  | 1-1  | 2-0  | 4-1  | –––– | 4-0  |
| Winterthur           | 1-1  | 2-1  | 1-1  | 0-2  | 0-6  | 3-1  | 1-2  | 1-0  | 0-3  | –––– |

### Seconda fase
|                      | AAR  | CHI  | GRA  | KRI  | LOS  | SCI  | STA  | VAD  | WIL  | WIN  |
| -------------------- | ---- | ---- | ---- | ---- | ---- | ---- | ---- | ---- | ---- | ---- |
| Aarau                | –––– | 2-2  | 2-2  | 4-4  | 5-4  | 1-2  | 1-3  | 1-2  | 4-1  | 2-3  |
| Chiasso              | 1-3  | –––– | 1-1  | 2-4  | 0-2  | 1-1  | 3-1  | 1-2  | 2-0  | 0-2  |
| Grasshoppers         | 5-0  | 2-1  | –––– | 0-1  | 3-1  | 5-3  | 4-0  | 1-2  | 4-1  | 0-6  |
| Kriens               | 4-1  | 4-1  | 4-4  | –––– | 0-3  | 3-0  | 2-2  | 2-1  | 2-0  | 0-0  |
| Losanna              | 1-0  | 2-1  | 1-0  | 2-0  | –––– | 1-0  | 0-0  | 1-1  | 5-3  | 1-2  |
| Sciaffusa            | 2-4  | 2-1  | 0-3  | 0-0  | 0-0  | –––– | 2-2  | 2-2  | 2-3  | 1-0  |
| Stade Lausanne-Ouchy | 0-2  | 2-1  | 4-1  | 2-0  | 0-4  | 1-1  | –––– | 1-1  | 1-2  | 2-2  |
| Vaduz                | 1-1  | 0-0  | 2-3  | 4-2  | 2-1  | 3-1  | 5-1  | –––– | 2-1  | 4-1  |
| Wil                  | 3-1  | 1-1  | 3-2  | 2-0  | 1-1  | 0-0  | 1-2  | 1-2  | –––– | 3-1  |
| Winterthur           | 5-2  | 3-2  | 1-1  | 4-0  | 0-4  | 1-0  | 1-0  | 1-4  | 2-2  | –––– |

## Spareggi

### Spareggio promozione-retrocessione
|       | Risultati |       | Luogo e data         |
| ----- | --------- | ----- | -------------------- |
| Vaduz | 2-0       | Thun  | Vaduz, 7 agosto 2020 |
| Thun  | 4-3       | Vaduz | Thun, 10 agosto 2020 |
|       |           |       |                      |

## Statistiche

### Squadre

#### Capoliste solitarie
|    | ——           | ——           | ——      | ——      | ——      | ——      | ——      | ——      | ——      | ——      | ——      | ——      | ——      | ——      | ——      | ——      | ——      | ——      | ——      | ——      | ——      | ——      | ——      | ——      | ——      | ——      | ——      | ——      | ——      | ——      | ——      | ——      | ——      | ——      | ——      | —— |  |
|    | Grasshoppers | Grasshoppers | Losanna | Losanna | Losanna | Losanna | Losanna | Losanna | Losanna | Losanna | Losanna | Losanna | Losanna | Losanna | Losanna | Losanna | Losanna | Losanna | Losanna | Losanna | Losanna | Losanna | Losanna | Losanna | Losanna | Losanna | Losanna | Losanna | Losanna | Losanna | Losanna | Losanna | Losanna | Losanna | Losanna |    |  |
|    |              |              |         |         |         |         |         |         |         |         |         |         |         |         |         |         |         |         |         |         |         |         |         |         |         |         |         |         |         |         |         |         |         |         |         |    |  |
|    |              |              |         |         |         |         |         |         |         |         |         |         |         |         |         |         |         |         |         |         |         |         |         |         |         |         |         |         |         |         |         |         |         |         |         |    |  |
| 1ª | 2ª           | 3ª           | 4ª      | 5ª      | 6ª      | 7ª      | 8ª      | 9ª      | 10ª     | 11ª     | 12ª     | 13ª     | 14ª     | 15ª     | 16ª     | 17ª     | 18ª     | 19ª     | 20ª     | 21ª     | 22ª     | 23ª     | 24ª     | 25ª     | 26ª     | 27ª     | 28ª     | 29ª     | 30ª     | 31ª     | 32ª     | 33ª     | 34ª     | 35ª     | 36ª     |    |  |

#### Classifica in divenire
|                      | 1ª | 2ª | 3ª | 4ª | 5ª | 6ª | 7ª | 8ª | 9ª | 10ª | 11ª | 12ª | 13ª | 14ª | 15ª | 16ª | 17ª | 18ª | 19ª | 20ª | 21ª | 22ª | 23ª | 24ª | 25ª | 26ª | 27ª | 28ª | 29ª | 30ª | 31ª | 32ª | 33ª | 34ª | 35ª | 36ª |
| -------------------- | -- | -- | -- | -- | -- | -- | -- | -- | -- | --- | --- | --- | --- | --- | --- | --- | --- | --- | --- | --- | --- | --- | --- | --- | --- | --- | --- | --- | --- | --- | --- | --- | --- | --- | --- | --- |
| Aarau                | 1  | 4  | 4  | 4  | 4  | 7  | 10 | 11 | 11 | 14  | 14  | 14  | 17  | 18  | 19  | 20  | 21  | 22  | 25  | 25  | 25  | 25  | 26  | 26  | 29  | 32  | 32  | 35  | 35  | 35  | 36  | 36  | 37  | 37  | 38  | 41  |
| Chiasso              | 0  | 0  | 0  | 3  | 4  | 4  | 4  | 4  | 4  | 4   | 4   | 4   | 7   | 10  | 11  | 11  | 11  | 12  | 13  | 13  | 13  | 14  | 17  | 17  | 17  | 17  | 17  | 18  | 18  | 18  | 18  | 18  | 19  | 19  | 20  | 23  |
| Losanna              | 1  | 4  | 7  | 10 | 13 | 13 | 16 | 19 | 20 | 21  | 24  | 27  | 27  | 30  | 33  | 36  | 36  | 39  | 40  | 43  | 46  | 49  | 52  | 53  | 54  | 54  | 55  | 55  | 58  | 61  | 64  | 67  | 67  | 67  | 70  | 73  |
| Sciaffusa            | 1  | 1  | 2  | 5  | 5  | 8  | 8  | 8  | 8  | 11  | 12  | 13  | 14  | 14  | 14  | 15  | 16  | 16  | 17  | 20  | 23  | 24  | 24  | 24  | 27  | 28  | 29  | 30  | 30  | 30  | 30  | 31  | 31  | 32  | 32  | 32  |
| Vaduz                | 0  | 3  | 4  | 4  | 5  | 6  | 6  | 6  | 9  | 12  | 12  | 13  | 16  | 17  | 20  | 23  | 26  | 26  | 29  | 32  | 35  | 36  | 37  | 40  | 41  | 44  | 45  | 45  | 48  | 51  | 52  | 55  | 58  | 61  | 64  | 64  |
| Wil                  | 3  | 3  | 4  | 7  | 10 | 10 | 13 | 16 | 17 | 17  | 20  | 23  | 23  | 23  | 23  | 24  | 24  | 27  | 27  | 27  | 27  | 28  | 28  | 29  | 29  | 32  | 32  | 35  | 38  | 41  | 44  | 44  | 45  | 48  | 49  | 49  |
| Winterthur           | 1  | 4  | 4  | 7  | 8  | 8  | 8  | 11 | 14 | 15  | 18  | 21  | 22  | 23  | 23  | 24  | 24  | 24  | 25  | 28  | 28  | 31  | 31  | 31  | 32  | 32  | 35  | 36  | 36  | 39  | 42  | 45  | 46  | 49  | 52  | 55  |
| Grasshoppers         | 3  | 6  | 9  | 9  | 10 | 11 | 14 | 14 | 17 | 20  | 21  | 22  | 25  | 26  | 27  | 30  | 33  | 33  | 34  | 34  | 34  | 34  | 37  | 40  | 41  | 44  | 47  | 50  | 53  | 53  | 56  | 56  | 59  | 60  | 61  | 61  |
| Kriens               | 3  | 3  | 6  | 6  | 6  | 9  | 9  | 12 | 12 | 12  | 15  | 16  | 16  | 19  | 22  | 22  | 25  | 28  | 29  | 29  | 32  | 35  | 36  | 39  | 40  | 40  | 43  | 43  | 46  | 49  | 49  | 50  | 50  | 51  | 51  | 54  |
| Stade Lausanne-Ouchy | 0  | 0  | 1  | 1  | 4  | 7  | 10 | 11 | 14 | 14  | 14  | 14  | 14  | 14  | 15  | 15  | 18  | 21  | 21  | 24  | 27  | 27  | 28  | 31  | 32  | 33  | 34  | 35  | 35  | 35  | 35  | 38  | 41  | 42  | 42  | 42  |

#### Classifiche di rendimento

##### Rendimento andata-ritorno
| Andata               | Andata | Ritorno              | Ritorno |
|                      |        |                      |         |
| Losanna              | 39     | Vaduz                | 38      |
| Grasshoppers         | 33     | Losanna              | 34      |
| Kriens               | 28     | Winterthur           | 31      |
| Wil                  | 27     | Grasshoppers         | 28      |
| Vaduz                | 26     | Kriens               | 26      |
| Winterthur           | 24     | Wil                  | 22      |
| Aarau                | 22     | Stade Lausanne-Ouchy | 21      |
| Stade Lausanne-Ouchy | 21     | Aarau                | 19      |
| Sciaffusa            | 16     | Sciaffusa            | 16      |
| Chiasso              | 12     | Chiasso              | 11      |

##### Rendimento casa-trasferta
| Casa                 | Casa | Trasferta            | Trasferta |
|                      |      |                      |           |
| Losanna              | 42   | Losanna              | 31        |
| Vaduz                | 36   | Vaduz                | 28        |
| Kriens               | 34   | Grasshoppers         | 28        |
| Grasshoppers         | 33   | Winterthur           | 27        |
| Wil                  | 32   | Kriens               | 20        |
| Winterthur           | 28   | Aarau                | 19        |
| Stade Lausanne-Ouchy | 25   | Wil                  | 17        |
| Aarau                | 22   | Stade Lausanne-Ouchy | 17        |
| Sciaffusa            | 18   | Sciaffusa            | 14        |
| Chiasso              | 16   | Chiasso              | 7         |

#### Primati stagionali
Squadre
- Maggior numero di vittorie: Losanna (22)
- Maggior numero di pareggi: Sciaffusa (14)
- Maggior numero di sconfitte: Chiasso (23)
- Minor numero di vittorie: Chiasso (5)
- Minor numero di pareggi: Kriens (6)
- Minor numero di sconfitte: Losanna (7)
- Miglior attacco: Losanna (84 gol fatti)
- Peggior attacco: Sciaffusa (34 gol fatti)
- Miglior difesa: Losanna (36 gol subiti)
- Peggior difesa: Aarau (80 gol subiti)
- Miglior differenza reti: Losanna (+48)
- Peggior differenza reti: Sciaffusa (-28)
- Miglior serie positiva: Grasshoppers (9, 9ª-17ª) , Vaduz (9, 19ª-27ª)
- Peggior serie negativa: Chiasso (7, 6ª-12ª)
- Maggior numero di vittorie consecutive: Wil (4, 28ª-31ª) , Losanna (4, 2ª-5ª) , Grasshoppers (4, 26ª-29ª) , Losanna (4, 29ª-32ª) , Vaduz (4, 32ª-35ª) , Losanna (4, 20ª-23ª)

Partite
- Più gol (9):

Aarau-Losanna 5-4, 3 luglio 2020
- Maggior scarto di gol (5): Losanna-Wil 5-0, Losanna-Sciaffusa 5-0, Grasshoppers-Aarau 5-0, Losanna-Stade Lausanne-Ouchy 5-0
- Maggior numero di reti in una giornata: 27 gol nella 36ª giornata
- Minor numero di reti in una giornata: 3 gol nella 22ª giornata
- Maggior numero di espulsioni in una giornata: 5 in 14ª giornata

### Individuali

#### Classifica marcatori
| Gol | Rigori |  | Giocatore          | Squadra      |
| --- | ------ |  | ------------------ | ------------ |
| 22  | 2      |  | Aldin Turkeš       | Losanna      |
| 17  | 0      |  | Andi Zeqiri        | Losanna      |
| 15  | 0      |  | Asumah Abubakar    | Kriens       |
| 14  | 2      |  | Nassim Ben Khalifa | Grasshoppers |
| 14  | 4      |  | Luka Sliskovic     | Winterthur   |
| 12  | 2      |  | Roman Buess        | Winterthur   |
| 12  | 1      |  | Tunahan Çiçek      | Vaduz        |
| 12  | 0      |  | Kwadwo Duah        | Wil          |
| 12  | 1      |  | Valon Fazliu       | Wil          |
| 11  | 6      |  | Mychell Chagas     | Grasshoppers |
| 11  | 1      |  | Manuel Sutter      | Vaduz        |
| 10  | 2      |  | Sofian Bahloul     | Chiasso      |
| 9   | 0      |  | Mohamed Coulibaly  | Vaduz        |
| 8   | 0      |  | Liridon Balaj      | Aarau        |
| 8   | 0      |  | Omer Dzonlagic     | Kriens       |
| 8   | 1      |  | Marco Schneuwly    | Aarau        |
| 8   | 2      |  | Hélios Sessolo     | Sciaffusa    |
| 8   | 0      |  | Filip Stojilković  | Wil          |

#### Media spettatori
| Club                 | Pos. | Media | Totale | Abbonamenti |
| -------------------- | ---- | ----- | ------ | ----------- |
| Winterthur           | 1    | 2 571 | 46 280 |             |
| Aarau                | 2    | 2 468 | 44 428 |             |
| Grasshoppers         | 3    | 2 363 | 42 530 |             |
| Losanna              | 4    | 2 326 | 41 874 |             |
| Sciaffusa            | 5    | 1 308 | 23 535 |             |
| Kriens               | 6    | 1 190 | 21 427 |             |
| Vaduz                | 7    | 1 177 | 21 194 |             |
| Wil                  | 8    | 996   | 17 930 |             |
| Chiasso              | 9    | 454   | 7 721  |             |
| Stade Lausanne-Ouchy | 10   | 373   | 6 705  |             |

#### Arbitri
- David Schärli (16)
- Sven Wolfensberger (16)
- Luca Cibelli (15)
- Luca Piccolo (13)
- Johannes von Mandach (13)
- Nico Gianforte (12)
- Stefan Horisberger (12)
- Mirel Turkeš (12)
- Nicolas Jancevski (10)
- Anojen Kanagasingam (10)
- Alessandro Dudic (7)
- Esther Staubli (7)

- Lukas Fähndrich (6)
- David Huwiler (5)
- Fedayi San (5)
- Adrien Jaccottet (4)
- Lionel Tschudi (4)
- Alain Bieri (3)
- Urs Schnyder (3)
- Nikolaj Hänni (2)
- Stephan Klossner (2)
- Sandro Schärer (2)
- Abdulla Al Marri (1)